# San Marino a 2011-es úszó-világbajnokságon
San Marino a 2011-es úszó-világbajnokságon öt sportolóval vett részt.

## Úszás
Férfi
| Versenyző(k)      | Esemény                      | Selejtező | Selejtező | Elődöntő          | Elődöntő          | Döntő             | Döntő             |
| Versenyző(k)      | Esemény                      | Idő       | Helyezés  | Idő               | Helyezés          | Idő               | Helyezés          |
| ----------------- | ---------------------------- | --------- | --------- | ----------------- | ----------------- | ----------------- | ----------------- |
| Emanuele Nicolini | Férfi 200 méteres gyorsúszás | 1:57.23   | 51        | Nem jutott tovább | Nem jutott tovább | Nem jutott tovább | Nem jutott tovább |
| Emanuele Nicolini | Férfi 400 méteres gyorsúszás | 4:04.38   | 38        |                   |                   | Nem jutott tovább | Nem jutott tovább |

Női
| Versenyző(k)    | Esemény                       | Selejtező | Selejtező | Elődöntő          | Elődöntő          | Döntő             | Döntő             |
| Versenyző(k)    | Esemény                       | Idő       | Helyezés  | Idő               | Helyezés          | Idő               | Helyezés          |
| --------------- | ----------------------------- | --------- | --------- | ----------------- | ----------------- | ----------------- | ----------------- |
| Clelia Tini     | Női 50 méteres gyorsúszás     | 27.15     | 41        | Nem jutott tovább | Nem jutott tovább | Nem jutott tovább | Nem jutott tovább |
| Clelia Tini     | Női 100 méteres gyorsúszás    | 59.50     | 49        | Nem jutott tovább | Nem jutott tovább | Nem jutott tovább | Nem jutott tovább |
| Simona Muccioli | Női 100 méteres pillangóúszás | 1:06.45   | 45        | Nem jutott tovább | Nem jutott tovább | Nem jutott tovább | Nem jutott tovább |
| Simona Muccioli | Női 200 méteres pillangóúszás | 2:22.03   | 31        | Nem jutott tovább | Nem jutott tovább | Nem jutott tovább | Nem jutott tovább |

## Szinkronúszás
Women
| Athlete                      | Event                 | Preliminary | Preliminary | Final               | Final               |
| Athlete                      | Event                 | Points      | Rank        | Points              | Rank                |
| ---------------------------- | --------------------- | ----------- | ----------- | ------------------- | ------------------- |
| Elena Tini                   | Egyéni rövid program  | 74.500      | 25          | Nem jutott tovább   | Nem jutott tovább   |
| Elena Tini                   | Egyéni szabad program | 72.430      | 24          | Nem jutott tovább   | Nem jutott tovább   |
| Cristina Nicolini Elena Tini | Páros rövid program   | 71.900      | 33          | Nem jutottak tovább | Nem jutottak tovább |
| Cristina Nicolini Elena Tini | Páros szabad program  | 73.640      | 32          | Nem jutott tovább   | Nem jutott tovább   |